# Lorenzo Perrone
Lorenzo Perrone, né le 11 septembre 1904 et mort le 30 avril 1952, est un maçon italien connu grâce à l'œuvre de Primo Levi dont il fut un bienfaiteur.

## Biographie
Lorenzo Perrone nait en 1904 à Fossano, dans la province de Coni. Il devient maçon qualifié habitant à Fossano, village du Piémont (Province de Cuneo). Employé qualifié de  la firme Boetti, il fait partie de l'équipe de professionnels envoyée en Pologne en 1943 pour participer à l'agrandissement du camp d'Auschwitz.
Il y rencontre un prisonnier originaire du Piémont âgé de 25 ans, Primo Levi à qui il vient en aide en lui partageant secrètement ses rations de nourriture, en lui donnant secrètement une veste à mettre sous son uniforme pour le protéger du froid et correspondra secrètement avec un ami non juif afin de permettre à Primo Levi de donner de ses nouvelles à sa famille. Secret et délicat, l'ouvrier sait pertinemment qu'il risque sa vie.
Ayant survécu à l'internement, Primo Levi retrouve Turin en 1946 et trouve un emploi de chimiste. Il se marie en 1947 et a une fille en 1948 qu'il prénomme Lisa Lorenza en hommage à son bienfaiteur qu'il visite dans son village de Fossano.
Traumatisé par ce qu'il a vu dans le camp, celui-ci a sombré dans l'alcool et vit dans une grande précarité. Primo Levi, qui n' est pas encore l'écrivain reconnu qu'il deviendra, tente de le soutenir et de l'aider à son tour. Lorenzo Perrone meurt de tuberculose en 1952 .

## Épilogue
Après leur fille Lisa Lorenza, Primo Levi et sa femme ont en 1957 un fils qu'ils prénomment Renzo en hommage à Lorenzo Perrone. L'écrivain évoque son bienfaiteur dans son best-seller Si c'est un homme. Le 7 juin 1998, Lorenzo Perrone est proclamé Juste parmi les nations par le mémorial Yad Vashem.
Lorenzo Perrone figure parmi les 6 Justes qualifiés de "Flickers of Light " par Élie Wiesel ( lueurs d'humanité) à Yad Vashem. 

## Ouvrages
- Un homme sans mots : l'histoire enfin révélée du sauveur de Primo Levi, Carlo Greppi, Lattès, 2024[3],[4],[5]